# Neebing
Neebing est une municipalité de la province canadienne de l'Ontario, située dans le district de Thunder Bay immédiatement au sud de la ville de Thunder Bay. Elle fait partie de la région métropolitaine de recensement de Thunder Bay.

## Histoire
Neebing comprend les anciens cantons géographiques de Blake, Crooks, Pardee, Pearson et Scoble. Elle a été incorporée dans sa forme actuelle le 1er janvier 1999. Il ne faut pas confondre la municipalité de Neebing avec le canton géographique de Neebing, qui lui, a été fusionné avec la ville de Thunder Bay en 1970.
Neebing est constituée en municipalité incorporée en 1881 par l'Assemblée législative de l'Ontario. Elle comprend alors le canton de Neebing, le canton additionnel de Neebing ainsi que les cantons de Blake, de Crooks et de Pardee. En 1892, l'entièreté du canton additionnel de Neebing et une grande partie du canton de Neebing sont retranchés afin de former la ville de Fort William. En 1970, le reste du canton de Neebing est également retiré de la municipalité de Neebing, ne lui laissant que le nom.
En 1999, les cantons non incorporés de Pearson et Scoble ont été adjoints à la municipalité de Neebing.

## Localités
La municipalité comprend les localités de Cloud Bay, Jarvis River, Moose Hill, Scoble West et Wamsley.